# Ʉ̈
Cette page contient des caractères spéciaux ou non latins. S’ils s’affichent mal (▯, ?, etc.), consultez la page d’aide Unicode.
Ʉ̈ (minuscule ʉ̈), appelé U barré tréma, est une lettre additionnelle qui est utilisée dans l'écriture du ngbugu, du ngomba, du nzakara et du pinyin.
Cette lettre est formée d'un Ʉ diacrité par un tréma.

## Représentations informatiques
Le U barré tréma peut être représenté avec les caractères Unicode suivants :
- décomposé (latin étendu B, alphabet phonétique international, diacritiques)[1],[2],[3] :

| formes    | représentations | chaînes de caractères | points de code | descriptions                                      |
| --------- | --------------- | --------------------- | -------------- | ------------------------------------------------- |
| capitale  | Ʉ̈               | Ʉ◌̈                    | U+0244 U+0308  | lettre majuscule latine u barré diacritique tréma |
| minuscule | ʉ̈               | ʉ◌̈                    | U+0289 U+0308  | lettre minuscule latine u barré diacritique tréma |